# Conus anemone
Espèce
Statut de conservation UICN

 LC  : Préoccupation mineure
Conus anemone est une espèce de mollusques gastéropodes marins de la famille des Conidae.
Comme toutes les espèces du genre Conus, ces escargots sont prédateurs et venimeux. Ils sont capables de « piquer » les humains et doivent donc être manipulés avec précaution, voire pas du tout.

## Description
La taille de la coquille varie entre 21 mm et 93 mm. La forme de la coquille est très variable. Elle est courte et robuste, avec une spire courte, ou plus longue et plus élancée, avec une spire élevée. La spire et le verticille sont étroitement entourés de stries étroites. La couleur de la coquille est blanche, nébuleusement ou réticulairement peinte longitudinalement de marron ou de chocolat, avec une bande blanche centrale irrégulière. La couleur de l'ouverture est teintée de chocolat et bordée de blanc au centre. 

## Distribution
Cette espèce est endémique à l'Australie et se trouve au large de la Nouvelle-Galles du Sud, Australie du Sud, Tasmanie, Victoria et Australie-Occidentale.

### Niveau de risque d’extinction de l’espèce
Selon l'analyse de l'UICN réalisée en 2011 pour la définition du niveau de risque d'extinction, cette espèce se trouve de Shark Bay, en Australie-Occidentale, au sud de l'Australie méridionale, de Victoria, et de la côte nord et est de la Tasmanie ; aussi loin au sud que Hobart et au nord jusqu'à la frontière du Queensland. On la trouve également sur l'île Lord Howe. Cette espèce est intertidale jusqu'à 130 m. En tant qu'espèce en général, il n'y a pas de menaces spécifiques pour elle. Cependant, les populations ou formes isolées peuvent avoir des préoccupations spécifiques. La distribution chevauche plusieurs zones marines protégées en Australie. Il est nécessaire d'améliorer la résolution et la recherche sur la taxonomie, car cela peut avoir un impact important sur la nécessité de se concentrer sur la conservation de populations spécifiques. L'espèce est classée comme étant de préoccupation mineure.

## Taxinomie

### Première description
L'espèce Conus anemone a été décrite pour la première fois en 1810 par le naturaliste français Jean-Baptiste Lamarck (1744-1829) dans la publication intitulée « Annales du Muséum d'Histoire Naturelle »,.

### Synonymes
- Conus (Floraconus) anemone Lamarck, 1810 · appellation alternative
- Conus carmeli Tenison Woods, 1877 · non accepté
- Conus flindersi Brazier, 1898 · non accepté
- Conus incinctus Fenaux, 1942 · non accepté
- Conus maculatus G. B. Sowerby II, 1858 · non accepté (Invalide : homonyme junior de Conus..)
- Invalide : junior  homonym of Conus maculatus Bosc, 1801, and C. maculatus Perry, 1811
- Conus maculosus G. B. Sowerby I, 1833 · non accepté (Invalide : homonyme junior de Conus..)
- Invalide : junior  homonym of Conus maculosus Röding, 1798
- Conus maculosus  var. pallescens G. B. Sowerby I, 1833 · non accepté
- Conus nitidissimus Fenaux, 1942 · non accepté
- Conus remo Brazier, 1898 · non accepté
- Conus roseotinctus G. B. Sowerby II, 1866 · non accepté
- Conus superstriatus G. B. Sowerby II, 1858 · non accepté
- Floraconus anemone (Lamarck, 1810) · non accepté
- Floraconus peronianus Iredale, 1931 · non accepté
- Floraconus saundersi Cotton, 1945 · non accepté
- Floraconus singletoni Cotton, 1945 · non accepté

### Sous-espèces
- Conus anemone anemone Lamarck, 1810
- Conus anemone novaehollandiae A. Adams, 1854
- Conus anemone compressus G. B. Sowerby II, 1866, accepté en tant que Conus compressus G. B. Sowerby II, 1866

## Identifiants taxonomiques
Chaque taxon catalogué par les bases de données biologiques et taxonomiques possède un identifiant qui permet d'établir un point de référence. Les identifiants de Conus anemone dans les principales bases sont les suivants :
AFD : Conus_(Floraconus)_anemone - CoL : XWW7 - GBIF : 5795773 - iNaturalist : 431829 - IRMNG : 10531689 - TAXREF : 94304 - UICN : 192308 - 